# Marquesado de la Puebla de los Infantes
El marquesado de la Puebla de los Infantes es un título nobiliario español creado el 23 de septiembre de 1716 por el rey Felipe V en favor de Francisco de Borja Fernández de Córdoba —IV vizconde de la Puebla de los Infantes, alférez mayor perpetuo del Pendón Real de Córdoba, veinticuatro de la ciudad etc.— para recompensar los servicios de sus antepasados y, especialmente, los prestados por él durante la guerra de sucesión. El rey Carlos III le concedió la grandeza de España honoraria por real decreto del 22 de octubre de 1771 y despacho expedido el 28 de enero de 1772.
Su nombre hace referencia a la localidad de La Puebla de los Infantes, en la provincia de Sevilla, que había sido vendida por la Corona a Luis Jiménez de Góngora y Castillejo en 1644.

## Antecedentes históricos
La villa de la Puebla de los Infantes fue vendida por la Corona a Luis Jiménez de Góngora y de Castillejo mediante escritura de asiento del 8 de agosto de 1644, aprobada por real cédula siete días después, aunque sin comprender las alcabalas, tercias y otros derechos reales. El 24 de febrero de 1645 se mandó proceder al deslinde del término de la villa y hacer efectiva la merced a su comprador, quien el 15 de mayo del mismo año otorgó poder al licenciado Antonio Ponce de León para que tomase posesión de la villa en su nombre. La ciudad de Sevilla intentó revertir esta operación interponiendo un pleito ante el Consejo de Hacienda, pero fracasó. Una certificación librada el 25 de abril de 1662 acreditaba que Luis Jiménez pagó íntegramente los 4 907 515 mrs. de plata pactados en la escritura de venta, suma que incluía también el precio de un castillo que había dentro del término de la villa, y por sentencia de revista del 10 de abril de 1663 el esposo de Luisa Jiménez de Góngora, hija del comprador, quedaba definitivamente absuelto de toda demanda.
Luis Jiménez de Góngora, que fue caballero de la Orden de Calatrava, caballerizo de la reina Mariana de Austria, veinticuatro de Córdoba y consejero de Hacienda —entre otras dignidades—, tituló vizconde de la Puebla de los Infantes el 28 de marzo de 1654. De su enlace con Ana María de Cárcamo y Eraso, de la casa de los señores de Aguilarejo, nació Luisa Jiménez de Góngora y Cárcamo. Luisa casó en primeras nupcias, en 1640, con su tío Juan Jiménez de Góngora, presidente de la Casa de Contratación de Indias, del Consejo y Cámara de Castilla y presidente del de Hacienda etc., que fue I marqués de Almodóvar del Río, y en segundas nupcias con Luis de Meneses y Castro, II marqués de Peñalba. Sin posteridad de ninguno de estos dos matrimonios, a su muerte (1689) le sucedió su sobrino Luis Manuel Fernández de Córdoba Ponce de León, señor de los Donadíos de la Campana y de las villas de Zaragoza, Pozo-Benito y Rojuelas, de las Torres de Alborroz y Alborrocejo, alférez mayor perpetuo del Pendón Real de Córdoba, veinticuatro perpetuo de esta ciudad y sargento mayor de ella etc. El III vizconde de la Puebla de los Infantes casó con Urraca María de Góngora y de los Ríos, de cuyo enlace nació Francisco de Borja Fernández de Córdoba, I marqués de la Puebla de los Infantes desde el 23 de septiembre de 1716.

## Concesión del título
Con el fin de obtener un título nobiliario, Francisco de Borja Fernández de Córdoba presentó una extensa relación de méritos donde alegaba ser descendiente de Diego Fernández de Córdoba, I conde de Cabra, y de Juan Ponce de León, II conde de Arcos, dos de los principales linajes nobiliarios de Castilla. Aunque la denominación primera con la que buscaba titular era la de marqués de las Torres de Alborroz, nombre de uno de sus señoríos cordobeses, el 23 de septiembre de 1716 la Cámara de Castilla decidió otorgarle la de marqués de la Puebla de los Infantes, recompensando así los servicios de sus antepasados y los que él mismo había prestado al proveer al Estado de trigo, cebada, dinero y caballos durante la guerra sucesoria de comienzos de siglo. No obstante, el título de nombramiento recién fue mandado a expedir por su nieto Joaquín Mariano Fernández de Córdoba, que lo obtuvo el 29 de enero de 1786.

## Marqueses de la Puebla de los Infantes
|                       | Titular                                                | Periodo               |
| Creación por Felipe V | Creación por Felipe V                                  | Creación por Felipe V |
| --------------------- | ------------------------------------------------------ | --------------------- |
| I                     | Francisco de Borja Fernández de Córdoba                | 1716-1726             |
| II                    | Joaquín Fernández de Córdoba Ponce de León             | 1726-1785             |
| III                   | Joaquín Mariano Fernández de Córdoba                   | 1785-1812             |
| IV                    | Francisco de Paula Fernández de Córdoba                | 1812-1832             |
| V                     | Joaquín Rafael Fernández de Córdoba                    | 1832-1848             |
| VI                    | Joaquín Lino Fernández de Córdoba y Pulido             | 1851-1864             |
| VII                   | Isabel Francisca de Asís Fernández de Córdoba y Martel | 1864-1868             |
| VIII                  | Genoveva de Hoces y Fernández de Córdoba               | 1892-1906             |
| IX                    | Isabel Sánchez-Romate y de Hoces                       | 1906-1943             |
| X                     | Genoveva de Hoyos y Sánchez                            | 1950-2010             |
| XI                    | Ricardo López de Carrizosa y de Hoyos                  | 2011-2013             |
| XII                   | Carlos López de Carrizosa y Mitjans                    | 2015-2018             |
| XIII                  | María López de Carrizosa y Mitjáns                     | 2018-hoy              |

## Historia de los marqueses de la Puebla de los Infantes
- Francisco de Borja Fernández de Córdoba (b. Córdoba, 13 de octubre de 1684-Córdoba, 8 de octubre de 1726), I marqués de la Puebla de los Infantes, VIII señor de los Donadíos de la Campana y de las villas de Zaragoza, Pozo-Benito y Rojuelas, señor de las Torres de Alborroz y Alborrocejo, señor de la casa de Acebedo y sus mayorazgos, alférez mayor perpetuo del Pendón Real de Córdoba, sargento mayor de la ciudad, veinticuatro perpetuo de la misma y su alguacil mayor de las alcabalas.[10]

Casó en primeras nupcias el 9 de marzo de 1712, en Madrid, con María Catalina Fernández de Velasco y Benavides, que era hija de José Manuel Fernández de Velasco y Tovar, VIII duque de Frías, y su esposa Ángela Antonia de Benavides. Tras quedar viudo, casó en segundas nupcias el 11 de febrero de 1719, en Córdoba, con Bernarda Josefa Fernández de Córdoba y de la Cueva, hija de Juan Antonio Fernández de Córdoba y Cabrera, II conde de Torres-Cabrera, y su esposa Francisca Tomasa de la Cueva Carvajal y Manuel. Le sucedió el primogénito de su segundo matrimonio:
- Joaquín Fernández de Córdoba Ponce de León (Córdoba, 1 de febrero de 1721-Córdoba, 7 de marzo de 1785), II marqués de la Puebla de los Infantes, IX señor de los Donadíos de la Campana etc., señor de las Torres de Alborroz y Alborrocejo, señor de la segunda casa de Góngora y de la de Acebedo y del mayorazgo y heredamiento de Campobajo, alférez mayor perpetuo y hereditario del Pendón Real de Córdoba y sargento mayor de esta ciudad, veinticuatro de la misma y su alguacil mayor de las alcabalas y del reino de Córdoba, alguacil mayor del Santo Oficio, grande de España honorario.[13]

Casó el 15 de agosto de 1747, en Córdoba, con Ana María de San Lope de Hoces y Paniagua, que era hija mayor de Lope Cayetano de Hoces y Paniagua, V conde de Hornachuelos, VI marqués de Santaella etc., y su esposa María del Rosario de Hoces Egas-Venegas, señora de las villas de Grañeras, Cabeza de la Harina, Villa-Ximena etc. Le sucedió su hijo:
- Joaquín Mariano Fernández de Córdoba (Córdoba, 5 de mayo de 1751-Isla de León, 2 de febrero de 1812), III marqués de la Puebla de los Infantes, X señor de los Donadíos de la Campana etc., señor de Alborroz y Alborrocejo, del heredamiento de Campobajo y de las casas de Góngora y Acebedo, alférez mayor perpetuo del Pendón Real de Córdoba, veinticuatro de la ciudad y alguacil mayor de ella y su reino, patrono único del convento y colegio de la capilla mayor de la Iglesia de los Trinitarios Descalzos de Córdoba, patrono de la capilla de los Adalides en su catedral etc.[15]

Casó en primeras nupcias el 23 de mayo de 1778, en la villa de Garcíez, con María Magdalena Ponce de León y Dávila (n. 1759), que era hija mayor de Joaquín Lorenzo Ponce de León y Baeza, VII marqués de Castromonte etc., y su esposa María Dávila y Carrillo de Albornoz, III duquesa de Montemar y grande de España. Tras quedar viudo, casó en segundas nupcias el 15 de mayo de 1786, en Granada, con María Francisca Álvarez de las Asturias-Bohorques y Pérez de Barradas, que era hija mayor de Nicolás Mauricio Álvarez de las Asturias-Bohorques, VI marqués de los Trujillos etc., y su esposa María Teresa Pérez de Barradas y Fernández de Henestrosa. Le sucedió el primogénito de su segundo matrimonio:
- Francisco de Paula Fernández de Córdoba (Córdoba, 12 de julio de 1787-Córdoba, 9 de junio de 1832), IV marqués de la Puebla de los Infantes, IV duque de Almodóvar del Río, XI señor de los Donadíos de la Campana etc., de las villas de la Zarza y Torre del Cañaveral, alférez mayor perpetuo del Pendón Real de la Ciudad de Córdoba, veinticuatro perpetuo de esta ciudad y alguacil mayor de las alcabalas de ella y su reino por juro de heredad, grande de España de segunda clase.[18]

Falleció soltero y le sucedió su hermano:
- Joaquín Rafael Fernández de Córdoba (Córdoba, 18 de enero de 1790-Córdoba, 24 de enero de 1848), V marqués de la Puebla de los Infantes, V duque de Almodóvar del Río, XII señor de los Donadíos de la Campana etc., señor de la villa de Santa María de Trassiera, de la de la Rambla con su castillo y fortaleza, de la Zarza y Torre del Cañaveral, alférez mayor del Pendón Real de Córdoba, veinticuatro de esta ciudad, alcalde de ella y su alguacil mayor de las alcabalas, juez conservador de los Montes de Galicia, coronel de caballería retirado, antiguo exento del Real Cuerpo de Guardias de Corps de Fernando VII, caballero de la Real Orden de San Fernando y del Mérito, dos veces grande de España (de segunda clase y honorario).[20]

Casó el 1 de septiembre de 1821, en Madrid, con Romana Pulido y Merino (1794-1849), que era hija de Juan Pulido y García y su esposa Rosa Merino y del Pozo, ambos naturales de Madrid. El 25 de agosto de 1851 le sucedió su hijo:
- Joaquín Lino Fernández de Córdoba y Pulido (Madrid, 23 de septiembre de 1825-Madrid, 15 de noviembre de 1864), VI marqués de la Puebla de los Infantes, VI duque de Almódovar del Río, XIII señor de los Donadíos de la Campana etc., de la villa de Santa María de Trassierra etc., último alférez mayor del Pendón Real de Córdoba, juez conservador de los Montes de Galicia, patrono de los conventos de Carmelitas Descalzas de Santa Ana y de Trinitarios Descalzos de los Padres de Gracia en Córdoba, diputado a Cortes por Córdoba (1850-1851), vicepresidente del Consejo Provincial de Córdoba, gentilhombre de cámara con ejercicio y servidumbre de Isabel II, dos veces grande de España.[23]

Casó el 16 de abril de 1854, en Córdoba, con su prima Eloísa Fernández de Córdoba, I marquesa de Alborroces y I duquesa de Almodóvar del Valle, que era hija de Federico José María de los Dolores Martel y Bernuy, senador vitalicio y coronel de caballería graduado, y su esposa María de la Concepción Fernández de Córdoba y Gutiérrez de los Ríos, VII condesa de Torres-Cabrera y del Menado Alto. Le sucedió su hija:
- Isabel Francisca de Asís Fernández de Córdoba y Martel (Cádiz, 9 de junio de 1863-Madrid, 6 de agosto de 1868), VII marquesa de la Puebla de los Infantes, VII duquesa de Almodóvar del Río, dos veces grande de España.[25]

Con su prematuro fallecimiento, quedó extinguida la filiación directa de los Fernández de Córdoba. Los títulos y grandezas de esta casa pasaron a la única prima hermana de Isabel, que sucedió el 16 de julio de 1892:
- Genoveva de Hoces y Fernández de Córdoba (Córdoba, 1 de marzo de 1852-Madrid, 3 de junio de 1906), VIII marquesa de la Puebla de los Infantes, XI marquesa de Almodóvar del Río, VIII duquesa de Almodóvar del Río.[26][27]

Casó el 10 de febrero de 1872, en Córdoba, con Juan Manuel Sánchez y Gutiérrez de Castro (1850-1906), varias veces ministro de Estado. El 29 de diciembre de 1906 le sucedió su hija:
- Isabel Sánchez-Romate y de Hoces (Jerez de la Frontera, 3 de febrero de 1875[28]-1943), IX marquesa de la Puebla de los Infantes.[27]

Casó el 8 de noviembre de 1901, en Jerez de la Frontera, con José María de Hoyos y Vinent, III marqués de Hoyos, IV marqués de Vinent, III marqués de Zornoza, III vizconde de Manzanera. El 20 de julio de 1950, previo decreto del 17 de febrero del mismo año (BOE del 3 de marzo) que convalidaba la sucesión otorgada por la Diputación de la Grandeza y Títulos del Reino, le sucedió su hija:
- Genoveva de Hoyos y Sánchez de Romate (m. Madrid, 28 de junio de 2010), X marquesa de la Puebla de los Infantes, dama de la Real Maestranza de Zaragoza y dama de justicia de la Orden Constantiniana de San Jorge.[31][28]

El 18 de noviembre de 2011, previa orden del 5 de octubre del mismo año para que se expida la correspondiente carta de sucesión (BOE del 20 de octubre), le sucedió su sobrino:
- Ricardo López de Carrizosa y de Hoyos (m. Jerez de la Frontera, 29 de marzo de 2013[33]), XI marqués de la Puebla de los Infantes, III duque de Algeciras, IV marqués de Zornoza, abogado, caballero de la Orden de Malta, del Real Cuerpo de Hijosdalgos de Madrid y de la Real Maestranza de Sevilla.[31][34] Era hijo de María de las Mercedes de Hoyos y Sánchez-Romata, II duquesa de Algeciras, y su esposo Ricardo López de Carrizosa y Martel.[31][35]

Casó con Sofía Mitjáns y Verea, que era hija de Carlos Alfonso Mitjáns Fitz James Stuart, XXII conde de Teba, XV conde de Baños etc., y su esposa Elena Verea y Corcuera. El 16 de noviembre de 2015, previa orden del 28 de septiembre del mismo año para que se expida la correspondiente carta de sucesión (BOE del 9 de octubre), le sucedió su hijo:
- Carlos López de Carrizosa y Mitjáns (n. 1959), XII marqués de la Puebla de los Infantes, IV duque de Algeciras, V marqués de Zornoza.[37]

El 22 de noviembre de 2018, previa orden del 20 de julio del mismo año para que se expida la correspondiente carta de sucesión (BOE del 1 de agosto), le sucedió, por cesión, su hermana:
- María López de Carrizosa y Mitjáns, XIII marquesa de la Puebla de los Infantes.[22]